# Junia Prima
Junia, denominada por los historiadores modernos Junia Prima (en latín, Iunia Prima), era miembro de la antigua familia plebeya romana de los Junios en el siglo I a. C. Estaba casada con el cónsul del 48 a. C. Publio Servilio Vatia Isáurico. La identificación como medio hermana materna del asesino de César, Marco Junio Bruto, es ambigua.

## Biografía
Junia era hija del cónsul del 62 a. C., Décimo Junio Silano y de Servilia. A través de su primer matrimonio, Junia Prima era medio hermana de Marco Junio Bruto, quien, junto con Cayo Casio Longino, esposo de su hermana menor Junia Tercia, fue uno de los principales asesinos de César. Su segunda hermana, más joven, Junia Segunda, era la esposa del triunviro Marco Emilio Lépido. Apenas existen registros sobre ella. Solo el sobrenombre Tercia (Tertia/Tertulla) de la esposa de Casio Longino sugiere que debe haber habido una tercera hermana mayor.
Friedrich Münzer la identificó con la esposa de Publio Servilio Vatia Isáurico, nombrada en una inscripción en el Asclepeion de Cos. Isáurico fue cónsul junto a César en el 48 a. C. y luego procónsul de la provincia de Asia. Después del asesinato de César, se opuso a Marco Antonio y primero trató de mediar entre los asesinos de César y Octavio, pero luego se puso del lado de Octavio y lo comprometió con su hija Servilia. En el 41 a. C. volvió a ser cónsul.
Otra inscripción en Mitilene muestra a Junia como hija de Décimo Junio Silano, confirmando esta identificación.
Ann-Cathrin Harders, por otro lado, duda de la estructura familiar establecida por Münzer. En su opinión, el nombre Tertulla dado por Cicerón a la medio hermana de Bruto no significa necesariamente que Junia Tercia haya tenido dos hermanas mayores. Además, ni Cicerón ni Plutarco mencionan una tercera hermana y la afinidad entre Isáurico, Bruto, Lépido y Casio Longino no aparece en ninguna fuente contemporánea. Por lo tanto, supone que la Junia mencionada en las inscripciones era hija de otro Décimo Junio Silano, a saber, el del 91 a. C. Según esta última suposición, Junia, la esposa de Isáurico, no sería la hermana sino la prima, un poco mayor, de Junia Segunda y Junia Tercia.